# Wit-Russisch voetbalelftal (mannen)
Het Wit-Russisch voetbalelftal (Wit-Russisch: Нацыянальная зборная Беларусі па футболе) is het nationaal voetbalelftal van Wit-Rusland.

## Geschiedenis
Na het uiteenvallen van de Sovjet-Unie werd Wit-Rusland een onafhankelijk land en speelde het zijn eerste interland in juli 1992 tegen Litouwen. Het schreef zich voor de eerste keer in voor een kwalificatietoernooi voor het EK van 1996. Het land eindigde op de vierde plaats in zijn groep met als belangrijkste wapenfeit een 1-0 zege op Nederland door een doelpunt van Sergei Gerasimets, drie weken nadat een groot gedeelte van de Nederlandse selectie de Champions League had gewonnen met Ajax. In de return hield Wit-Rusland lang stand en verloor het uiteindelijk met 1-0 door een laat doelpunt van Youri Mulder. In de kwalificatie voor het EK 2000 werd tweemaal gelijk gespeeld tegen Italië.
De eerste (en voorlopig laatste) keer dat Wit-Rusland serieus meedeed voor deelname voor een internationaal toernooi was tijdens de kwalificatie voor het WK 2002. Na zeven speeldagen stond Wit-Rusland op de tweede plaats achter het ongenaakbare Polen met twee punten voorsprong op Oekraïne, de tweede plaats gaf recht op play-off wedstrijden. Beste resultaten waren een zege op Noorwegen en gelijke spelen in Kiev en Oslo. Op de achtste speeldag verspeelde Wit-Rusland zijn voorsprong door in Minsk met 0-2 te verliezen van Oekraïne door twee doelpunten van Andrij Sjevtsjenko. Wit-Rusland bleef in de race door met 4-1 van Polen te winnen (vier doelpunten van Raman Vasilyuk), maar na een 1-0 nederlaag tegen Wales was de ploeg uitgeschakeld met twee punten achterstand op Oekraïne.
Daarna waren er alleen nog incidentele resultaten zonder serieuze kans op de eerste deelname aan een internationaal toernooi, beste resultaten waren zeges op Schotland (uit, WK 2006), Nederland (EK 2008), Frankrijk (0-1 in Parijs, 1-1 in Minsk (EK 2012)) en Slowakije (EK 2016). Het jeugdteam plaatste zich drie keer voor een internationaal toernooi, het plaatste zich in 2004 en 2011, in 2011 eindigde het op een derde plaats na een 0-1 zege op Tsjechië, waarmee het land zich plaatste voor het Olympisch toernooi. Het jeugdteam begon in Londen met een 1-0 zege op Nieuw-Zeeland, maar nederlagen tegen Brazilië en Egypte zorgden voor een snelle uitschakeling. Bekendste speler in de geschiedenis van het Wit-Russische voetbal is Aljaksandr Hleb, hij speelde tussen 2005 en 2008 voor Arsenal en een jaar voor FC Barcelona.
Wit-Rusland begon het kwalificatietoernooi voor het WK 2018 goed met een doelpuntloos gelijkspel tegen Frankrijk. Daarnaast werd Bulgarije met 1-0 verslagen, maar mede door een 1-0 nederlaag tegen Luxemburg eindigde Wit-Rusland op de zesde en laatste plaats in zijn groep.

## Deelnames aan internationale toernooien

### Wereldkampioenschap
| Wereldkampioenschap voetbal | Wereldkampioenschap voetbal | Wereldkampioenschap voetbal | Wereldkampioenschap voetbal | Wereldkampioenschap voetbal | Wereldkampioenschap voetbal | Wereldkampioenschap voetbal | Wereldkampioenschap voetbal | Wereldkampioenschap voetbal |
| Jaar                        | Ronde                       | Wed.                        | W                           | G                           | V                           | DV                          | DT                          |                             |
| --------------------------- | --------------------------- | --------------------------- | --------------------------- | --------------------------- | --------------------------- | --------------------------- | --------------------------- | --------------------------- |
| 1930–1990                   | Bij Sovjet-Unie             | Bij Sovjet-Unie             | Bij Sovjet-Unie             | Bij Sovjet-Unie             | Bij Sovjet-Unie             | Bij Sovjet-Unie             | Bij Sovjet-Unie             |                             |
| 1994                        | Geen deelname               | Geen deelname               | Geen deelname               | Geen deelname               | Geen deelname               | Geen deelname               | Geen deelname               |                             |
| 1998                        | Niet gekwalificeerd         | Niet gekwalificeerd         | Niet gekwalificeerd         | Niet gekwalificeerd         | Niet gekwalificeerd         | Niet gekwalificeerd         | Niet gekwalificeerd         |                             |
| 2002                        | Niet gekwalificeerd         | Niet gekwalificeerd         | Niet gekwalificeerd         | Niet gekwalificeerd         | Niet gekwalificeerd         | Niet gekwalificeerd         | Niet gekwalificeerd         |                             |
| 2006                        | Niet gekwalificeerd         | Niet gekwalificeerd         | Niet gekwalificeerd         | Niet gekwalificeerd         | Niet gekwalificeerd         | Niet gekwalificeerd         | Niet gekwalificeerd         |                             |
| 2010                        | Niet gekwalificeerd         | Niet gekwalificeerd         | Niet gekwalificeerd         | Niet gekwalificeerd         | Niet gekwalificeerd         | Niet gekwalificeerd         | Niet gekwalificeerd         |                             |
| 2014                        | Niet gekwalificeerd         | Niet gekwalificeerd         | Niet gekwalificeerd         | Niet gekwalificeerd         | Niet gekwalificeerd         | Niet gekwalificeerd         | Niet gekwalificeerd         |                             |
| 2018                        | Niet gekwalificeerd         | Niet gekwalificeerd         | Niet gekwalificeerd         | Niet gekwalificeerd         | Niet gekwalificeerd         | Niet gekwalificeerd         | Niet gekwalificeerd         |                             |
| 2022                        | Niet gekwalificeerd         | Niet gekwalificeerd         | Niet gekwalificeerd         | Niet gekwalificeerd         | Niet gekwalificeerd         | Niet gekwalificeerd         | Niet gekwalificeerd         | Niet gekwalificeerd         |

### Europees kampioenschap
| Europees kampioenschap | Europees kampioenschap                   | Europees kampioenschap                   | Europees kampioenschap                   | Europees kampioenschap                   | Europees kampioenschap                   | Europees kampioenschap                   | Europees kampioenschap                   | Europees kampioenschap |
| Jaar                   | Ronde                                    | Wed.                                     | W                                        | G                                        | V                                        | DV                                       | DT                                       |                        |
| ---------------------- | ---------------------------------------- | ---------------------------------------- | ---------------------------------------- | ---------------------------------------- | ---------------------------------------- | ---------------------------------------- | ---------------------------------------- | ---------------------- |
| 1960–1988              | Bij Sovjet-Unie                          | Bij Sovjet-Unie                          | Bij Sovjet-Unie                          | Bij Sovjet-Unie                          | Bij Sovjet-Unie                          | Bij Sovjet-Unie                          | Bij Sovjet-Unie                          |                        |
| 1992                   | Bij Gemenebest van Onafhankelijke Staten | Bij Gemenebest van Onafhankelijke Staten | Bij Gemenebest van Onafhankelijke Staten | Bij Gemenebest van Onafhankelijke Staten | Bij Gemenebest van Onafhankelijke Staten | Bij Gemenebest van Onafhankelijke Staten | Bij Gemenebest van Onafhankelijke Staten |                        |
| 1996                   | Niet gekwalificeerd                      | Niet gekwalificeerd                      | Niet gekwalificeerd                      | Niet gekwalificeerd                      | Niet gekwalificeerd                      | Niet gekwalificeerd                      | Niet gekwalificeerd                      |                        |
| 2000                   | Niet gekwalificeerd                      | Niet gekwalificeerd                      | Niet gekwalificeerd                      | Niet gekwalificeerd                      | Niet gekwalificeerd                      | Niet gekwalificeerd                      | Niet gekwalificeerd                      |                        |
| 2004                   | Niet gekwalificeerd                      | Niet gekwalificeerd                      | Niet gekwalificeerd                      | Niet gekwalificeerd                      | Niet gekwalificeerd                      | Niet gekwalificeerd                      | Niet gekwalificeerd                      |                        |
| 2008                   | Niet gekwalificeerd                      | Niet gekwalificeerd                      | Niet gekwalificeerd                      | Niet gekwalificeerd                      | Niet gekwalificeerd                      | Niet gekwalificeerd                      | Niet gekwalificeerd                      |                        |
| 2012                   | Niet gekwalificeerd                      | Niet gekwalificeerd                      | Niet gekwalificeerd                      | Niet gekwalificeerd                      | Niet gekwalificeerd                      | Niet gekwalificeerd                      | Niet gekwalificeerd                      |                        |
| 2016                   | Niet gekwalificeerd                      | Niet gekwalificeerd                      | Niet gekwalificeerd                      | Niet gekwalificeerd                      | Niet gekwalificeerd                      | Niet gekwalificeerd                      | Niet gekwalificeerd                      |                        |
| 2020                   | Niet gekwalificeerd                      | Niet gekwalificeerd                      | Niet gekwalificeerd                      | Niet gekwalificeerd                      | Niet gekwalificeerd                      | Niet gekwalificeerd                      | Niet gekwalificeerd                      |                        |
| 2024                   | Niet gekwalificeerd                      | Niet gekwalificeerd                      | Niet gekwalificeerd                      | Niet gekwalificeerd                      | Niet gekwalificeerd                      | Niet gekwalificeerd                      | Niet gekwalificeerd                      |                        |

### UEFA Nations League
| 2018–19 | D | 43e | 6 | 4 | 2 | 0 | 10 | 0 | Gestegen |
| 2020–21 | C | 38e | 6 | 3 | 1 | 2 | 10 | 8 | Stabiel  |
| 2022–23 | C | 46e | 6 | 0 | 3 | 3 | 3  | 7 | Stabiel  |
| 2024–25 | C | 41e | 6 | 1 | 4 | 1 | 3  | 4 | Stabiel  |

## Bondscoaches
- Bijgewerkt tot en met de EK-kwalificatiewedstrijd tegen  Kosovo (1-0) op 21 november 2023.

| Naam                   | Van              | Tot              | D  | W  | G  | V  |
| ---------------------- | ---------------- | ---------------- | -- | -- | -- | -- |
| Mihail Verheenka       | 28 oktober 1992  | 25 mei 1994      | 4  |    |    |    |
| Syarhey Barowski       | 17 augustus 1994 | 9 oktober 1996   | 22 |    |    |    |
| Mihail Verheenka       | 5 januari 1997   | 8 september 1999 | 20 |    |    |    |
| Syarhey Barowski       | 9 oktober 1999   | 4 juni 2000      | 4  |    |    |    |
| Edoeard Malafejew      | 16 augustus 2000 | 11 juni 2003     | 22 | 10 | 5  | 7  |
| Anatoliy Baidachnyi    | 20 augustus 2003 | 12 november 2005 | 22 | 10 | 4  | 8  |
| Yury Puntus            | 28 februari 2006 | 6 juni 2007      | 14 | 3  | 4  | 7  |
| Bernd Stange           | 22 augustus 2007 | 15 november 2011 | 49 | 17 | 14 | 18 |
| Georgy Kondratyev      | 29 februari 2012 | 12 oktober 2014  | 28 | 10 | 8  | 10 |
| Andrey Zygmantovich    | 15 november 2014 | 18 november 2014 | 2  | 1  | 0  | 1  |
| Alexander Chatskevitsj | 27 maart 2015    | december 2016    | 18 | 6  | 6  | 6  |
| Igor Krioesjenko       | maart 2017       | juli 2019        | 25 | 8  | 4  | 13 |
| Mikhail Markhel        | 20 juni 2019     | 5 april 2021     | 19 | 7  | 3  | 9  |
| Georgiy Kondratjev     | 6 april 2021     | 29 juni 2023     | 22 | 4  | 3  | 15 |
| Carlos Alós            | 8 augustus 2023  | heden            | 4  | 2  | 2  | 0  |

## Statistieken
- Bijgewerkt tot en met de EK-kwalificatiewedstrijd tegen  Kosovo (1-0) op 21 november 2023.

### Van jaar tot jaar
| Jaar | Interlands | Interlands | Interlands | Interlands | Doelpunten | Doelpunten | Doelpunten | Punten |
| Jaar | Duels      | Winst      | Gelijk     | Verlies    | Voor       | Tegen      | Saldo      | Punten |
| ---- | ---------- | ---------- | ---------- | ---------- | ---------- | ---------- | ---------- | ------ |
| 1992 | 1          | 0          | 1          | 0          | 1          | 1          | 0          | 1.000  |
| 1993 | 2          | 0          | 2          | 0          | 2          | 2          | 0          | 1.000  |
| 1994 | 5          | 1          | 1          | 3          | 4          | 9          | –5         | 0.600  |
| 1995 | 8          | 2          | 3          | 3          | 7          | 9          | –2         | 0.875  |
| 1996 | 10         | 1          | 4          | 5          | 10         | 20         | –10        | 0.600  |
| 1997 | 8          | 0          | 0          | 8          | 4          | 19         | –15        | 0.000  |
| 1998 | 4          | 2          | 1          | 1          | 10         | 3          | +7         | 1.250  |
| 1999 | 9          | 0          | 3          | 6          | 4          | 12         | –8         | 0.333  |
| 2000 | 7          | 3          | 0          | 4          | 7          | 13         | –6         | 0.857  |
| 2001 | 7          | 2          | 3          | 2          | 67         | 6          | +1         | 1.000  |
| 2002 | 7          | 3          | 1          | 3          | 12         | 12         | 0          | 1.000  |
| 2003 | 8          | 3          | 1          | 4          | 10         | 17         | –7         | 0.875  |
| 2004 | 9          | 6          | 1          | 2          | 20         | 11         | +9         | 1.444  |
| 2005 | 10         | 3          | 3          | 4          | 10         | 12         | –2         | 0.900  |
| 2006 | 10         | 2          | 3          | 5          | 14         | 19         | –5         | 0.700  |
| 2007 | 11         | 4          | 1          | 6          | 15         | 18         | –3         | 0.818  |
| 2008 | 11         | 3          | 4          | 4          | 14         | 14         | 0          | 0.909  |
| 2009 | 10         | 3          | 3          | 4          | 18         | 13         | +5         | 0.900  |
| 2010 | 10         | 6          | 3          | 1          | 15         | 4          | +11        | 1.500  |
| 2011 | 11         | 2          | 4          | 5          | 8          | 12         | –4         | 0.727  |
| 2012 | 8          | 3          | 2          | 3          | 11         | 8          | +3         | 1.000  |
| 2013 | 13         | 4          | 4          | 5          | 14         | 15         | –1         | 0.923  |
| 2014 | 9          | 3          | 2          | 4          | 17         | 15         | +2         | 0.889  |
| 2015 | 8          | 3          | 2          | 3          | 8          | 9          | –1         | 1.000  |
| 2016 | 10         | 3          | 4          | 3          | 6          | 10         | –4         | 1.000  |
| 2017 | 11         | 2          | 1          | 8          | 8          | 25         | –17        | 0.455  |
| 2018 | 10         | 6          | 3          | 1          | 14         | 3          | +11        | 1.500  |
| 2019 | 10         | 1          | 1          | 8          | 4          | 19         | –15        | 0.300  |
| 2020 | 10         | 5          | 1          | 4          | 15         | 14         | +1         | 1.100  |
| 2021 | 11         | 2          | 1          | 8          | 10         | 27         | –17        | 0.455  |
| 2022 | 10         | 3          | 3          | 4          | 8          | 9          | -1         | 0.900  |
| 2023 | 10         | 3          | 3          | 4          | 9          | 14         | –5         | 0.900  |

### Tegenstanders
| Tegenstander   | Wed. | W | G | V | DV | DT | DS  |
| -------------- | ---- | - | - | - | -- | -- | --- |
| Albanië        | 7    | 2 | 2 | 3 | 10 | 10 | 0   |
| Andorra        | 6    | 4 | 1 | 1 | 12 | 4  | +8  |
| Argentinië     | 1    | 0 | 1 | 0 | 0  | 0  | 0   |
| Armenië        | 7    | 3 | 2 | 2 | 9  | 9  | 0   |
| Azerbeidzjan   | 5    | 1 | 2 | 2 | 4  | 6  | -2  |
| Bahrein        | 1    | 1 | 0 | 0 | 1  | 0  | +1  |
| België         | 2    | 0 | 0 | 2 | 0  | 9  | –9  |
| Bosnië en Her. | 2    | 0 | 0 | 2 | 0  | 3  | –3  |
| Bulgarije      | 8    | 3 | 0 | 5 | 7  | 12 | –5  |
| Canada         | 2    | 1 | 0 | 1 | 2  | 1  | +1  |
| Cyprus         | 2    | 1 | 0 | 1 | 3  | 2  | +1  |
| Denemarken     | 2    | 0 | 1 | 1 | 0  | 1  | –1  |
| Duitsland      | 3    | 0 | 1 | 2 | 2  | 8  | –6  |
| Ecuador        | 1    | 0 | 1 | 0 | 1  | 1  | 0   |
| Egypte         | 1    | 0 | 0 | 1 | 0  | 2  | –2  |
| Engeland       | 2    | 0 | 0 | 2 | 1  | 6  | –5  |
| Estland        | 9    | 4 | 1 | 4 | 10 | 10 | 0   |
| Finland        | 5    | 0 | 3 | 2 | 4  | 7  | –3  |
| Frankrijk      | 6    | 1 | 2 | 3 | 6  | 10 | –4  |
| Gabon          | 1    | 0 | 1 | 0 | 0  | 0  | 0   |
| Georgië        | 4    | 1 | 1 | 2 | 4  | 4  | 0   |
| Griekenland    | 2    | 1 | 0 | 1 | 1  | 1  | 0   |
| Honduras       | 3    | 0 | 3 | 0 | 4  | 4  | 0   |
| Hongarije      | 3    | 1 | 2 | 0 | 7  | 4  | +3  |
| Ierland        | 1    | 1 | 0 | 0 | 2  | 1  | +1  |
| India          | 1    | 1 | 0 | 0 | 3  | 0  | +3  |
| IJsland        | 1    | 1 | 0 | 0 | 2  | 0  | +2  |
| Iran           | 3    | 1 | 2 | 0 | 4  | 3  | +1  |
| Israël         | 7    | 2 | 0 | 5 | 9  | 12 | –3  |
| Italië         | 4    | 0 | 2 | 2 | 5  | 9  | –4  |
| Japan          | 1    | 1 | 0 | 0 | 1  | 0  | +1  |
| Jordanië       | 2    | 1 | 0 | 1 | 1  | 1  | 0   |
| Kazachstan     | 7    | 4 | 2 | 1 | 16 | 6  | +10 |
| Kirgizië       | 1    | 1 | 0 | 0 | 3  | 1  | +2  |
| Kosovo         | 2    | 2 | 0 | 0 | 3  | 1  | +2  |
| Kroatië        | 2    | 0 | 0 | 2 | 1  | 4  | –3  |
| Letland        | 6    | 4 | 1 | 1 | 13 | 7  | +6  |
| Libië          | 2    | 0 | 2 | 0 | 2  | 2  | 0   |
| Liechtenstein  | 1    | 1 | 0 | 0 | 5  | 1  | +4  |
| Litouwen       | 10   | 5 | 4 | 1 | 19 | 7  | +12 |
| Luxemburg      | 12   | 6 | 4 | 2 | 13 | 5  | +8  |
| Macedonië      | 3    | 1 | 1 | 1 | 2  | 4  | –2  |
| Malta          | 3    | 2 | 1 | 0 | 4  | 1  | +3  |
| Mexico         | 1    | 1 | 0 | 0 | 3  | 2  | +1  |
| Moldavië       | 8    | 2 | 4 | 2 | 9  | 7  | +2  |
| Montenegro     | 4    | 0 | 2 | 2 | 1  | 4  | –3  |
| Nederland      | 10   | 2 | 0 | 8 | 6  | 23 | –17 |
| Nieuw-Zeeland  | 1    | 1 | 0 | 0 | 1  | 0  | +1  |
| Noord-Ierland  | 3    | 0 | 0 | 3 | 1  | 6  | –5  |
| Noorwegen      | 7    | 2 | 2 | 3 | 5  | 9  | –4  |
| Oekraïne       | 9    | 1 | 3 | 5 | 5  | 12 | –7  |
| Oezbekistan    | 3    | 2 | 1 | 0 | 5  | 3  | +2  |
| Oman           | 2    | 1 | 0 | 1 | 4  | 2  | +2  |
| Oostenrijk     | 4    | 0 | 0 | 4 | 0  | 12 | –12 |
| Peru           | 1    | 0 | 1 | 0 | 1  | 1  | 0   |
| Polen          | 6    | 2 | 2 | 2 | 10 | 9  | +1  |
| Roemenië       | 8    | 0 | 3 | 5 | 8  | 17 | –9  |
| Rusland        | 4    | 0 | 2 | 2 | 4  | 8  | –4  |
| San Marino     | 2    | 2 | 0 | 0 | 7  | 0  | +7  |
| Syrië          | 1    | 1 | 0 | 0 | 1  | 0  | +1  |
| Saoedi-Arabië  | 1    | 0 | 1 | 0 | 1  | 1  | 0   |
| Schotland      | 4    | 1 | 1 | 2 | 2  | 5  | –3  |
| Slovenië       | 5    | 2 | 2 | 1 | 8  | 5  | +3  |
| Slowakije      | 5    | 1 | 1 | 3 | 3  | 9  | –6  |
| Spanje         | 4    | 0 | 0 | 4 | 1  | 10 | –9  |
| Tadzjikistan   | 1    | 1 | 0 | 0 | 6  | 1  | +5  |
| Tsjechië       | 6    | 0 | 0 | 6 | 3  | 14 | –11 |
| Tunesië        | 1    | 0 | 0 | 1 | 0  | 3  | –3  |
| Turkije        | 4    | 1 | 1 | 2 | 7  | 8  | –1  |
| V.A.E.         | 2    | 1 | 0 | 1 | 3  | 3  | 0   |
| Wales          | 7    | 1 | 0 | 6 | 8  | 16 | –8  |
| Zuid-Korea     | 1    | 1 | 0 | 0 | 1  | 0  | +1  |
| Zweden         | 5    | 0 | 0 | 5 | 2  | 16 | –14 |
| Zwitserland    | 5    | 0 | 1 | 4 | 3  | 12 | –9  |

## Huidige selectie
De volgende spelers werden opgeroepen voor de vriendschappelijke interlands tegen  Armenië en  Montenegro op 25 en 29 maart 2016.
Interlands en doelpunten bijgewerkt tot en met de vriendschappelijke interland tegen  Montenegro (0–0) op 29 maart 2016.
| №           | Naam                    | Wed. | Dlpnt. | Club               |
| ----------- | ----------------------- | ---- | ------ | ------------------ |
| Doel        |                         |      |        |                    |
|             | Sergej Tsjernik         | 7    | 0      | BATE Borisov       |
|             | Andrej Harboenov        | 6    | 0      | Atromitos          |
|             | Andrej Klimovitsj       | 0    | 0      | Minsk              |
| Verdediging |                         |      |        |                    |
|             | Aljaksandr Martynovitsj | 48   | 2      | Oeral              |
|             | Igor Sjitov             | 49   | 1      | Mordovia Saransk   |
|             | Egor Filipenko          | 42   | 1      | Málaga             |
|             | Maksim Bardatsjov       | 41   | 2      | Tom Tomsk          |
|             | Denis Poljakov          | 14   | 0      | BATE Borisov       |
|             | Maksim Valadzko         | 9    | 0      | BATE Borisov       |
|             | Mikhail Sivakov         | 8    | 0      | Zorja Loehansk     |
|             | Sergej Palitsevitsj     | 8    | 0      | Gençlerbirliği     |
|             | Roman Begoenov          | 0    | 0      | Dinamo Minsk       |
| Middenveld  |                         |      |        |                    |
|             | Timofej Kalatsjev       | 71   | 10     | Rostov             |
|             | Sergej Kislyak          | 58   | 9      | Roebin Kazan       |
|             | Stanislav Dragoen       | 37   | 5      | Dinamo Moskou      |
|             | Sergej Krivets          | 33   | 4      | Metz               |
|             | Igor Stasevitsj         | 27   | 2      | BATE Borisov       |
|             | Sjarhej Balanovitsj     | 25   | 2      | Amkar Perm         |
|             | Renan Bressan           | 24   | 3      | Rio Ave            |
|             | Ivan Mayewski           | 4    | 0      | Anzji Machatsjkala |
| Aanval      |                         |      |        |                    |
|             | Sergej Kornilenko       | 72   | 17     | Krylja Sovetov     |

## FIFA-wereldranglijst[1]
| 1993 | 1994 | 1995 | 1996 | 1997 | 1998 | 1999 | 2000 | 2001 | 2002 | 2003 | 2004 | 2005 | 2006 | 2007 | 2008 | 2009 | 2010 | 2011 | 2012 | 2013 | 2014 | 2015 | 2016 | 2017 | 2018 | 2019 | 2020 | 2021 | 2022 | 2023 | 2024 |
| ---- | ---- | ---- | ---- | ---- | ---- | ---- | ---- | ---- | ---- | ---- | ---- | ---- | ---- | ---- | ---- | ---- | ---- | ---- | ---- | ---- | ---- | ---- | ---- | ---- | ---- | ---- | ---- | ---- | ---- | ---- | ---- |
| 137  | 121  | 88   | 90   | 110  | 104  | 95   | 96   | 85   | 74   | 90   | 69   | 61   | 70   | 60   | 84   | 80   | 38   | 64   | 65   | 81   | 99   | 67   | 74   | 92   | 76   | 87   | 88   | 94   | 97   | 95   | 98   |

## Bekende spelers
Albanië ·  Andorra ·  Armenië ·  Azerbeidzjan ·  België ·  Bosnië en Herzegovina ·  Bulgarije ·  Cyprus ·  Denemarken ·  Duitsland ·  Engeland ·  Estland ·  Faeröer ·  Finland ·  Frankrijk ·  Georgië ·  Gibraltar ·  Griekenland ·  Hongarije ·  Ierland ·  IJsland ·  Israël ·  Italië ·  Kazachstan ·  Kosovo ·  Kroatië ·  Letland ·  Liechtenstein ·  Litouwen ·  Luxemburg ·  Malta ·  Moldavië ·  Montenegro ·  Nederland ·  Noord-Ierland ·  Noord-Macedonië ·  Noorwegen ·  Oekraïne ·  Oostenrijk ·  Polen ·  Portugal ·  Roemenië ·  Rusland ·  San Marino ·  Schotland ·  Servië ·  Slovenië ·  Slowakije ·  Spanje ·  Tsjechië ·  Turkije ·  Wales ·  Wit-Rusland ·  Zweden ·  Zwitserland
 Bohemen ·  Bohemen en Moravië ·  Duitse Democratische Republiek ·  Ierland ·  Joegoslavië ·  Servië en Montenegro ·  Tsjecho-Slowakije ·  GOS ·  Saarland ·  Sovjet-Unie
BFF · A-internationals · Bondscoaches · Statistieken · Wit-Russisch vrouwenelftal · Olympisch elftal · W-Rusland U21 · W-Rusland U19 · W-Rusland U18 · W-Rusland U17 · W-Rusland U16
1990 – 1999 · 
2000 – 2009 · 
2010 – 2019 ·
2020 − 2029
1992 · 
1993 · 
1994 · 
1995 · 
1996 · 
1997 · 
1998 · 
1999 · 
2000 · 
2001 · 
2002 · 
2003 · 
2004 · 
2005 · 
2006 · 
2007 · 
2008 · 
2009 · 
2010 · 
2011 · 
2012 · 
2013 ·
2014 ·
2015 ·
2016 ·
2017 ·
2018 ·
2019 ·
2020 ·
2021 ·
2022 ·
2023
Albanië · 
Andorra · 
Argentinië · 
Armenië · 
Azerbeidzjan · 
Bahrein ·
België ·
Bosnië en Herzegovina · 
Bulgarije · 
Canada · 
Cyprus · 
Denemarken · 
Duitsland · 
Ecuador · 
Egypte · 
Engeland · 
Estland · 
Finland · 
Frankrijk · 
Gabon ·
Georgië · 
Griekenland · 
Hongarije · 
Honduras · 
Ierland ·
IJsland · 
India ·
Iran · 
Israël · 
Italië ·
Japan ·
Jordanië · 
Kazachstan ·
Kirgizië · 
Kosovo ·
Kroatië · 
Letland · 
Libië · 
Liechtenstein ·
Litouwen · 
Luxemburg · 
Malta · 
Mexico ·
Moldavië · 
Montenegro · 
Nederland · 
Nieuw-Zeeland ·
Noord-Ierland ·
Noord-Macedonië ·  
Noorwegen · 
Oekraïne · 
Oezbekistan · 
Oman · 
Oostenrijk · 
Peru · 
Polen · 
Roemenië · 
Rusland · 
San Marino · 
Saoedi-Arabië · 
Schotland · 
Slovenië · 
Slowakije · 
Spanje ·
Syrië ·
Tadzjikistan · 
Tsjechië · 
Tunesië · 
Turkije · 
Verenigde Arabische Emiraten · 
Wales · 
Zuid-Korea · 
Zweden · 
Zwitserland